# Dettey
Dettey is een gemeente in het Franse departement Saône-et-Loire (regio Bourgogne-Franche-Comté) en telt 95 inwoners (2009). De plaats maakt deel uit van het arrondissement Autun.

## Geografie
De oppervlakte van Dettey bedraagt 23,6 km², de bevolkingsdichtheid is dus 4 inwoners per km².
De onderstaande kaart toont de ligging van Dettey met de belangrijkste infrastructuur en aangrenzende gemeenten.

## Demografie
Onderstaande figuur toont het verloop van het inwonertal (bron: INSEE-tellingen).